# Club Franciscain
O Club Franciscain é um clube de futebol sediado em Le François, Martinica. Disputa o Campeonato Martinicano de Futebol, equivalente a primeira divisão nacional. 

## Títulos
- Caribbean Club Shield: 2018.

- Campeonato Martinicano: 1971, 1994, 1996, 1997, 1999, 2000, 2001, 2002, 2003, 2004, 2005, 2006, 2007, 2009, 2013, 2014, 2017, 2018.

- Coupe de la Martinique: 1954, 1969, 1986, 1987, 1990, 1998, 2001, 2002, 2003, 2004, 2005, 2007, 2008, 2012, 2018.

- Trophée du Conseil Général: 1997, 1999, 2001, 2002, 2003, 2004, 2006, 2007, 2008, 2009.

- Coupe D.O.M.: 1994, 1997, 2001, 2003, 2006, 2007.

- Outremer Champions Cup: 2006.

- Ligue des Antilles: 1997, 2004, 2005, 2007, 2008.